# 황주군 (대한민국)
황주군(黃州郡)은 대한민국 황해도에 있는 대한민국의 군이다. 이북5도위원회가 관리하는 명목상의 행정 구역이다. 황해도 북부에 위치한 군으로, 광복 당시에는 겸이포읍(현 송림시)을 포함한 2개 읍, 11개 면이었으나, 이북5도위원회에서는 송림시를 황주군에서 분리된 행정 구역으로 인정하고 있다. 이에 따라 황주군은 면적 822.09km2에 1개 읍, 11개 면, 105개 동으로 편제되어 있다. 군청 소재지는 황주읍 제안리이다.

## 행정 구역
| 읍면           | 면적(km2) | 동 숫자 | 동(洞) |
| -------------- | --------- | ------- | --- |
| 황주읍(黃州邑) | 41.26     | 11      | 황강(黃崗) 덕월(德月) 적벽(赤壁) 성남(城南) 벽성(碧城) 제안(齊安) 예동(禮洞) 동천(東天) 신상(新上) 성북(城北) 운봉(雲峰)                       |
| 구락면(龜洛面) | 92.23     | 9       | 덕우(德隅) 구락(龜洛) 미산(眉山) 박산(朴山) 인훈(仁訓) 장평(長坪) 영암(靈岩) 월이(月移) 구룡(龜龍)                                             |
| 구성면(九聖面) | 56.09     | 8       | 석산(石山) 용궁(龍宮) 화동(和洞) 구림(九林) 용두(龍頭) 죽대(竹垈) 청운(靑雲) 서정(西井)                                                        |
| 도치면(都峙面) | 81.8      | 7       | 도치(都峙) 노동(蘆洞) 성동(城洞) 상산(商山) 가와(加瓦) 대송(大松) 금송(金松)                                                                   |
| 삼전면(三田面) | 48.17     | 5       | 내송(內松) 외송(外松) 석천(石泉) 용전(龍田) 철도(鐵島)                                                                                         |
| 영풍면(永豊面) | 38.13     | 7       | 냉정(冷井) 이정(梨井) 신정(新井) 동산(東山) 영풍(永豊) 성재(成財) 냉천(冷泉)                                                                   |
| 인교면(仁橋面) | 113.09    | 9       | 소매(小梅) 창대(昌垈) 인제(仁濟) 묵치(墨峙) 상매(上梅) 여이(汝伊) 천파(川波) 문수(文秀) 능산(陵山)                                             |
| 주남면(州南面) | 55.31     | 8       | 내함(內咸) 소선(小仙) 정방(正方) 순천(順天) 대세(大稅) 율목(栗木) 이우(梨隅) 금산(金山)                                                        |
| 천주면(天柱面) | 101.11    | 12      | 내동(內東) 장좌(長佐) 용계(龍溪) 봉진(鳳進) 구이(九伊) 경천(敬天) 이동(梨洞) 내교(內橋) 와동(瓦洞) 외두(外斗) 외하(外下) 외상(外上)            |
| 청룡면(靑龍面) | 57.72     | 8       | 소관(小串) 포남(浦南) 포북(浦北) 구로(九老) 화산(華山) 상비(上比) 인덕(仁德) 청룡(靑龍)                                                        |
| 청수면(淸水面) | 54.59     | 8       | 금광(金光) 묵천(墨川) 토정(土井) 진교(榛橋) 원정(遠井) 청원(淸源) 석평(石坪) 인포(仁浦)                                                        |
| 흑교면(黑橋面) | 87.94     | 13      | 흑교(黑橋) 정수(淨水) 내로(內蘆) 정자(亭子) 원동(院洞) 고정(高井) 용연(龍淵) 용정(龍井) 청천(淸川) 흑천(黑川) 금석(金石) 빙량(氷梁) 장사(長沙) |

## 참고 문헌
- “황해도 시군 소개”. 이북5도위원회.
- “황해도 기구 및 정원”. 이북5도위원회.

## 같이 보기
- 황주군